# Nordvästterritoriet
För Nordvästterritioriena i nordvästra Kanada, se Northwest Territories.
Nordvästterritoriet (engelska: Northwest Territory) eller Territoriet nordväst om Ohiofloden (engelska: Territory Northwest of the Ohio River), var ett amerikanskt federalt territorium, som existerade från den 13 juli 1787 och fram till 1800, då Indianaterritoriet bildades, och till 1803, då den sydöstra delen bildade den amerikanska delstaten Ohio.

## Tidigare tillhörighet
Tidigare hade området tillhört Brittiska Quebecprovinsen och genom Indianproklamationen 1763 avsatts som indianreservat. Vid Parisavtalet 1783 tillföll området USA.

## Nordvästlagen
Medan kolonisationen i sydväst endast var en fortsättning på den föregående utflyttningsrörelsen, vidtog i Nordvästterritoriet en planmässig kolonisation genom den federala amerikanska regeringen. Området erövrades av Förenta staternas trupper, regeringen underhandlade inte bara med indianerna och köpte landet av dem utan drog även försorg om områdets politiska organisation, dess uppmätande och bebyggande.
Konfederationskongressen antog Nordvästlagen 1787. Den 7 augusti 1789 antog USA:s kongress också denna lag. Territoriet omfattade därefter allt landområde väster om Pennsylvania och nordväst om Ohiofloden. Det täckte en yta motsvarande det som senare kom att bli Ohio, Indiana, Illinois, Michigan, Wisconsin, samt nordöstra Minnesota. Området var över 670 000 kvadratkilometer stort.
Lagen anförtrodde tills vidare områdets förvaltning åt en av kongressen utsedd guvernör, som även skulle ha rätt att självständigt utfärda lagar och förordningar. Men så snart det bodde 5 000 vuxna fria män inom territoriet fick de rätt att välja delegerade, som tillsammans med ett av kongressen utsett råd skulle utöva samma befogenhet som de särskilda staternas legislaturer. Liksom dessa fick de rätt att sända ett ombud till kongressen, men detta saknade dock rösträtt. När territoriet eller en del av det hade 60 000 fria invånare, skulle det få en republikansk författning och upptas i förbundet som en likaberättigad stat. Man hade för avsikt att bilda tre till fem stater av territoriet.
Slutligen antog kongressen vissa grundlagsbestämmelser, som territorial-legislaturerna inte fick rubba: fullständig religionsfrihet, jurydomstolar, lika intestat-arvsrätt för barn, anstalter för den offentliga undervisningen, frihet från avgifter på de naturliga vattenvägarna samt absolut förbud mot slaveri och ofrivillig tjänsteplikt.

## Kolonisationen
Sommaren 1786 började den federala regeringens tjänstemän att uppmäta landet på norra sidan av Ohiofloden. Samtidigt bildades Ohio Company of Associates i syfte att kolonisera Ohio-området, framför allt genom veteraner från befrielsekriget. Kompaniet förvärvade av regeringen 1,5 miljoner acres på högra sidan av Ohiofloden i sydöstra delen av den nuvarande staten med samma namn. Man lät röja skogen, utstaka en stad, anlägga ett fort och bygga båtar för transport av kolonisterna. År 1788 kom stora skaror nybyggare från New England som grundlade nybygget Marietta, namngett efter den franska drottningen Marie-Antoinette.
Sedan gick kolonisationen raskt framåt. Oupphörligt gick strömmen av utvandrare längre åt väster. Sydstatare, i synnerhet "fattiga vita" som trängts undan av de stora plantageägarna, befolkade de södra delarna av staterna Ohio, Indiana och Illinois, närmast Ohiofloden. Utvandrare från New England och senare från Tyskland och Skandinavien slog sig ned i norra delen av de nämnda staterna, närmare de stora sjöarna, samt i Michigan, Wisconsin och Minnesota. Redan tidigt övergick folkvandringen Mississippifloden åt väster och tog riktningen upp efter Missourifloden. Ett tätare bebyggande av landet längre bort i nordväst blev dock inte möjligt förrän järnvägarna var utvecklade.

### Fotnoter
1. ↑  ”Indiana” (på engelska). World Statesmen. http://www.worldstatesmen.org/US_states_F-K.html#Indiana. Läst 20 juli 2015.
2. ↑  ”Ohio” (på engelska). World Statesmen. http://www.worldstatesmen.org/US_states_O-R.html. Läst 20 juli 2015.
3. ↑  Hildebrand, Hans; Hjärne, Harald; Pflugk-Harttung, Julius von. ”41 (Världshistoria / Nya tiden efter 1815)”. runeberg.org. https://runeberg.org/vrldhist/6/0077.html. Läst 18 mars 2022.
4. 1 2 3  Hildebrand, Hans; Hjärne, Harald; Pflugk-Harttung, Julius von. ”42 (Världshistoria / Nya tiden efter 1815)”. runeberg.org. https://runeberg.org/vrldhist/6/0078.html. Läst 18 mars 2022.
5. ↑  Hildebrand, Hans; Hjärne, Harald; Pflugk-Harttung, Julius von. ”45 (Världshistoria / Nya tiden efter 1815)”. runeberg.org. https://runeberg.org/vrldhist/6/0081.html. Läst 18 mars 2022.
6. ↑  Hildebrand, Hans; Hjärne, Harald; Pflugk-Harttung, Julius von. ”46 (Världshistoria / Nya tiden efter 1815)”. runeberg.org. https://runeberg.org/vrldhist/6/0082.html. Läst 18 mars 2022.